# Одеса (Небраска)
Одесса (англ. Odessa) — переписна місцевість (CDP) в США, в окрузі Баффало штату Небраска. Населення — 132 особи (2020).

## Географія
Одесса розташована за координатами 40°41′57″ пн. ш. 99°15′16″ зх. д. / 40.69917° пн. ш. 99.25444° зх. д. (40.699078, -99.254383).  За даними Бюро перепису населення США в 2010 році переписна місцевість мала площу 4,70 км², уся площа — суходіл.

## Демографія
Згідно з переписом 2010 року, у переписній місцевості мешкало 130 осіб у 51 домогосподарстві у складі 37 родин. Густота населення становила 28 осіб/км².  Було 56 помешкань (12/км²).
Расовий склад населення:
| - 100,0 % — білих |

До двох чи більше рас належало 0,0 %. Частка іспаномовних становила 2,3 % від усіх жителів.
За віковим діапазоном населення розподілялося таким чином: 18,5 % — особи молодші 18 років, 70,0 % — особи у віці 18—64 років, 11,5 % — особи у віці 65 років та старші. Медіана віку мешканця становила 42,3 року. На 100 осіб жіночої статі у переписній місцевості припадало 97,0 чоловіків;  на 100 жінок у віці від 18 років та старших — 96,3 чоловіків також старших 18 років.
Середній дохід на одне домашнє господарство  становив 62 010 доларів США (медіана — 67 750), а середній дохід на одну сім'ю — 82 195 доларів (медіана — 82 500). 
Цивільне працевлаштоване населення становило 41 осіб. Основні галузі зайнятості: роздрібна торгівля — 26,8 %, транспорт — 19,5 %, оптова торгівля — 9,8 %, фінанси, страхування та нерухомість — 7,3 %.